# Wasseralm
Le Wasseralm est un ancien alpage et un refuge de montagne du Club alpin allemand dans les Alpes de Berchtesgaden, qui se situe dans le bassin reculé du Röth entre les massifs du Hagengebirge et du Steinernes Meer au-dessus de l'Obersee. Il est ouvert simplement pendant les mois d'été depuis 2005 et approvisionné par hélicoptère. Comme seulement un maximum de 60 personnes peuvent rester, il est déconseillé aux groupes de se rendre au Wasseralm le week-end. Le Wasseralm est une base importante pour les alpinistes qui font des randonnées de plusieurs jours. En hiver, la cabane se trouve sur la Große Reibn, la longue randonnée à ski du Jenner jusqu'au Wimbachtal.

## Histoire
Les refuges alpins sont démolis pendant la Seconde Guerre mondiale. Une caserne est reconstruite en 1950 à partir des vestiges du pavillon de chasse de Göring. En 1956, l'alpage sert pour la dernière fois.
À partir de 1951, l'administration du parc national propose l'hébergement pour la nuit. Depuis 1969, le Wasseralm est loué par la section de Berchtesgaden du Club alpin allemand et est maintenant leur propriété. Une autre cabane est construite en 2014.

## Chemin d'accès
- Du Saletalm (610 m) par l'Obersee, le Fischunkelalm et le Röthsteig, sentier balisé en continu et partiellement sécurisé, temps de marche : 3 heures

## Sites à proximité
Autres refuges
- Gotzenalm (1 685 m) par le Landtal et le Regenalm, temps de marche : 4 heures
- Stahlhaus (1 736 m) ou Schneibsteinhaus (1 670 m) par le Landtal, le Hochgschirr, le Seeleinsee et le Schneibstein, temps de marche : 7 heures
- Kärlingerhaus (1 635 m) par le Halsköpfl, le Schwarzensee et le Grünsee, temps de marche : 4 heures
- Kärlingerhaus (1 635 m) par le Blaue Lache, le Lange Gasse, le Niederbrunnsulzenscharte et le Totes Weibl, temps de marche : 6 heures
- Eckberthütte par le Blaue Lacke, le Mauerscharte (2 180 m), le Häuslalm, sentier non balisé, temps de marche : 6 heures

Ascensions
- Großes Teufelshorn (2 363 m), balisé, temps de marche : 3 heures
- Kleines Teufelshorn (2 283 m), temps de marche : 3 heures
- Alpriedlhorn (2 351 m) par le Blaue Lache et Mauerscharte, temps de marche : 3 heures
- Funtenseetauern (2 579 m) par le Blaue Lache, le Lange Gasse et le flanc sud, temps de marche : 5 heures
- Halsköpfl (1 719 m) par le Höhenweg jusqu'au Kärlingerhaus, temps de marche : 1,5 heure
- Kahlersberg (2 350 m), temps de marche : 4 heures